# Jelačići (Jablanica, BiH)
Jelačići su naseljeno mjesto u općini Jablanica, Federacija Bosne i Hercegovine, BiH.

## Stanovništvo

### 1991.
Nacionalni sastav stanovništva 1991. godine, bio je sljedeći:
ukupno: 237
- Muslimani - 204
- Hrvati - 20
- Jugoslaveni - 13

### 2013.
Nacionalni sastav stanovništva 2013. godine, bio je sljedeći:
ukupno: 247
- Bošnjaci - 240
- Hrvati - 6
- Srbi - 1